# Albert Martínez
Albert Martínez Bobé, más conocido como Albert Martínez (Miralcamp, Lérida, 18 de junio de 1982), es un meteorólogo y presentador español.

## Biografía
Cursó el bachillerato de Ciencias en el IES La Serra (1996-2000), estando integrado en los grupos de Noticias y Teatro.
Después se licenció en Físicas, rama de Ciencias Atmosféricas y Meteorología (2000-2003) y en Geografía, rama de Climatología y Meteorología (2004-2008), por la Universidad de Barcelona. También ha cursado estudios de Ingeniería Informática y Dirección y Administración de empresas en la Universidad Abierta de Cataluña (2018-2024).
Entre marzo y mayo de 2006 trabajó en Cinesi S. L., en Barcelona, cómo pasante, realizando tareas cartográficas con el software ArcGIS. Al año siguiente, en 2007, hizo prácticas en El Temps de TV3, en Barcelona, entre los meses de marzo y septiembre.
En 2008, año en el cual finalizó la carrera de Geografía, trabajó en Ràdio Flaixbac, en la provincia de Barcelona, entre febrero y diciembre, como meteorólogo en el programa matinal de Ràdio FlaixBac, Flaix FM, Andorra 1 y FlaixFM Vallnord.
En enero de 2009, dio el salto a la televisión nacional, en RTVE, en Madrid, donde estuvo trabajando hasta junio de 2013, como meteorólogo y presentador del tiempo. Durante ese tiempo, editó y presentó la previsión meteorológica en el Telediario Matinal (6h30-9h00), Los desayunos de TVE (9h00-10h15), en La 1, y el Canal 24 horas (10h30-15h00). También hizo la previsión para La 2 y Teledeporte e hizo el segmento del tiempo para las diferentes plataformas y la página rtve.es, en todos los Telediarios de TVE: Matinal, 1.ª edición, 2.ª edición, 3.ª edición y ediciones de fin de semana y en Los desayunos, además de presentar en ocasiones, el tiempo en los informativos territoriales de RTVE y hacer coberturas continuas durante eventos meteorológicos especiales.
Entre julio de 2013 y marzo de 2022 trabajó en Univision Communications. 
Desde julio de 2013 a julio de 2016, fue presentador del tiempo y meteorólogo en Univision 23 Dallas, donde se convirtió en el meteorólogo principal de la emisora, encargándose de cubrir diferentes brotes de tornados, mientras presentaba el tiempo en los programas de noticias de la madrugada y de la noche. También hacía todos los días el pronóstico del tiempo para el área de Dallas - Fort Worth, Texas, Estados Unidos y México y el segmento del tiempo para el noticiero de las 17h00 y 22h00, en ocasiones los fines de semana y durante el programa de la mañana si había tiempo severo. A veces, también hizo el segmento del tiempo para Houston, San Antonio y la Costa Oeste: San Francisco, Los Ángeles, San Diego, Sacramento, Fresno y Phoenix (Arizona). También adquirió experiencia en coberturas continuas durante el tiempo severo y brotes de tornados, tormentas de invierno y eventos de huracanes o clima tropical, encargándose de dirigir el equipo de las 17:00 y 22:00 horas durante la cobertura del tiempo severo y contribuyendo a los reportajes meteorológicos para los informes especiales de las 17:00 y 22:00 horas, sobre el cambio climático, el tiempo o los deportes contra el tiempo. 
Posteriormente, entre julio de 2016 y febrero de 2019, sumó a sus funciones de presentador y meteorólogo en Univision 23 Dallas, la de Meteorólogo Jefe de Medios Locales en el Centro Nacional Ventana al Tiempo de Univision con sede en Houston (Texas), encargándose de coordinar el contenido y los gráficos para todas las estaciones meteorológicas de Univision y de liderar y coordinar todos los equipos meteorológicos del Grupo de Estaciones Univision. Durante ese periodo en Houston solía presentar los segmentos meteorológicos para mercados locales como Houston, Filadelfia, Raleigh, Chicago o toda California en su programa digital del mediodía, encargándose de cubrir varios eventos meteorológicos severos como la tormenta tropical Harvey y los huracanes Irma, María, Florence y Michael.
En febrero de 2019, fue nombrado meteorólogo jefe de Univision, en Miami, presentando y produciendo el segmento del tiempo en el programa matutino número 1 en español Despierta América de lunes a viernes y en el programa nacional de mediodía, Edición Digital y Noticiero Univision (noticias nacionales de primera y última hora). También se encargaba de cubrir cualquier tipo de evento meteorológico severo en todo el mundo, hablando de ciencia e historia.
En marzo de 2022, dejó de ser meteorólogo jefe de Univision, para pasar desde abril de 2022 a ser meteorólogo sénior de The Weather Channel en Español, en Atlanta, encargándose de la cobertura de fenómenos meteorológicos graves, cambio climático e informes especiales.
Desde 2019 es embajador de Max Reality para WSI IBM. A lo largo de su trayectoria ha recibido 11 Emmys y 3 TellyAwards.

## Premios
- Emmy a la Promoción, "Más allá de la tecnología", octubre de 2014, Academia Nacional de las Artes y las Ciencias de la Televisión de EE. UU.[5]
- Emmy a las noticias sobre el tiempo, noticia única: "Tornados", octubre de 2014, Academia Nacional de las Artes y las Ciencias de la Televisión de EE. UU.
- Nominación al Emmy de Medio Ambiente, noticia única: "Sequía", octubre de 2014, Academia Nacional de las Artes y las Ciencias de la Televisión de EE. UU.
- Emmy a las noticias del tiempo, en la sección de meteorología: "El tiempo con Albert", noviembre de 2015, Academia Nacional de las Artes y las Ciencias de la Televisión de EE. UU.[6]
- Emmy a las noticias del tiempo, presentador del tiempo: "Albert Martínez", noviembre de 2015, Academia Nacional de las Artes y las Ciencias de la Televisión de EE. UU.
- Emmy a las noticias del tiempo, reportaje único de noticias: "En las nubes", noviembre de 2015, Academia Nacional de las Artes y las Ciencias de la Televisión de EE. UU.
- Emmy de Medio Ambiente, noticia única: "Terremoto", noviembre de 2015, Academia Nacional de las Artes y las Ciencias de la Televisión de EE. UU.
- Emmy a las noticias del tiempo, en la sección de meteorología: "El tiempo con Albert", noviembre de 2016, Academia Nacional de las Artes y las Ciencias de la Televisión de EE. UU.[7]
- Emmy a las noticias del tiempo, programa meteorológico: "Tornados", noviembre de 2016, Academia Nacional de las Artes y las Ciencias de la Televisión de EE. UU.
- Emmy de Medio Ambiente, Noticia Única, "Cambio climático", 2017, Academia Nacional de las Artes y las Ciencias de la Televisión de EE. UU.[8]
- Emmy de Medio Ambiente, Programa, "Pulso al planeta", 2018, Academia Nacional de las Artes y las Ciencias de la Televisión de EE. UU.[9]
- Emmy a las noticias del tiempo, presentador del tiempo: "Albert Martínez", 2018, Academia Nacional de las Artes y las Ciencias de la Televisión de EE. UU.
- Premio Telly de Plata, 2020, Uso de la Realidad Inmersiva y Mixta en las noticias. Por el segmento emitido en Al Punto de Univisión en el que se hablaba de los incendios de la Amazonia y del cambio climático.
- Premio Telly de Oro, 2020, Premio de Oro al Uso de la Realidad Inmersiva y Mixta.
- Premio Telly de Bronce, 2020, Uso de la realidad inmersiva y mixta en la ciencia.

## Publicaciones
Junto al equipo de El tiempo de RTVE ha publicado tres obras
- El libro de El tiempo, Espasa (22 de noviembre de 2011).
- El tiempo de la A a la Z, Espasa (noviembre de 2012).
- La agenda de El tiempo 2013, Espasa (diciembre de 2012).

Junto con el equipo de El tiempo de RTVE, tenía un blog de meteorología
- Atrapados en el tiempo, RTVE (28 de febrero de 2010).[10]

Publicaciones en la Universidad de Barcelona
- Mark Monmonier. Aire aparente. Cómo los meteorólogos aprendieron a cartografiar, predecir y dramatizar el tiempo, Biblio 3W, Revista Bibliográfica de Geografía y Ciencias Sociales, Universidad de Barcelona (25 de abril de 2007).[11]
- La información y previsión del tiempo por internet: de soporte informativo a canal temático. Ar@cne, Universidad de Barcelona, (1 de marzo de 2007).[12]